# Wadotes dixiensis
Wadotes dixiensis är en spindelart som beskrevs av Chamberlin 1925. Wadotes dixiensis ingår i släktet Wadotes och familjen mörkerspindlar. Inga underarter finns listade i Catalogue of Life.